# Coxicerberus machadoi
Coxicerberus machadoi is een pissebed uit de familie Microcerberidae. De wetenschappelijke naam van de soort is voor het eerst geldig gepubliceerd in 1957 door Delamare & Chappuis.